# Hyllested Sogn (Slagelse Kommune)
 For alternative betydninger, se Hyllested Sogn. (Se også artikler, som begynder med Hyllested Sogn)
Hyllested Sogn er et sogn i Slagelse-Skælskør Provsti (Roskilde Stift).
I 1828-40 var Holsteinborg Sogn og Venslev Sogn et selvstændigt pastorat, senere blev de annekser til Hyllested Sogn. Alle 3 sogne hørte til Vester Flakkebjerg Herred i Sorø Amt. Hyllested sognekommune blev ved kommunalreformen i 1970 indlemmet i Hashøj Kommune. Holsteinborg-Venslev blev indlemmet i Skælskør Kommune efter at have været med til at danne en Holsteinborg Kommune, som blev for lille. Både Hashøj og Skælskør kommuner indgik ved strukturreformen i 2007 i Slagelse Kommune.
I Hyllested Sogn ligger Hyllested Kirke.
I sognet findes følgende autoriserede stednavne:
- Appelsbjerggård (landbrugsejendom)
- Fårevadskrog (bebyggelse)
- Hyllested (bebyggelse, ejerlav)
- Hyllested Enghave (bebyggelse)
- Sønder Jellinge (bebyggelse, ejerlav)